# 紫月杏朱彩
紫月 杏朱彩（しづき あずさ、11月8日 - ）は、日本の女性声優。神奈川県出身。東京俳優生活協同組合所属。

## 略歴
2020年より東京俳優生活協同組合に所属。
2021年に『アイドルマスター シャイニーカラーズ』の七草にちか役でデビュー。
2023年5月にマリン・エンタテインメントによって結成された声優ユニット「Alice Eyez」（アリス アイズ）のメンバー。

## 人物
声質はソプラノ。
特技として歌を覚えることを挙げている。趣味として歌唱、ミュージカル鑑賞、写真、つまみ細工作り、菓子作り、ドラム演奏、和装をそれぞれ挙げている。
「アイドルマスターシリーズ」については、周りで遊んでいる友人が多く、「この子がいいんだよ」といった話を多く聞いていたことから自身にとっては憧れの存在だったという。また、オーディションの話を聞いた時に雰囲気を知ろうと思ったことで『シャイニーカラーズ』を少しプレイしたものの、普段はゲームをしていないことから自身には難しいという。その後、にちか役に決定してからは全アイドルをプロデュースするために頑張っていると語っている。なお、同役に合格後はそのタイミングで過去の映像を見ており、「アイドルたちがそこにいる」と思ったという。

## 出演
太字はメインキャラクター。

### OVA
- アイドルマスター シャイニーカラーズ 2nd season 特別編（2025年、七草にちか）

### 劇場アニメ
- 劇場総集編 SSSS.GRIDMAN（2023年）

### ゲーム
2021年
- 城姫クエスト 極（魚津城、大宰府）
- アイドルマスター シャイニーカラーズ（2021年 - 2025年、七草にちか）
- 戦の海賊（ナナティナ）
- けものフレンズ3（ニホンザル）

2023年
- モンスターストライク（2023年 - 2024年、モンゴルフィエ姉妹〈姉〉、モールス〈ファン〉）
- アイドルマスター シャイニーカラーズ Song for Prism（2023年 - 2025年、七草にちか）

2024年
- キュービックスターズ（ジョセフ）
- ウマ娘 プリティーダービー（ブラストワンピース）

### ラジオ
※はインターネット配信。
- アイドルマスター シャイニーカラーズ はばたきラジオステーション（2021年 - 、ASOBI CHANNEL※） - 週替わりパーソナリティ
- 諏訪道彦のスワラジ（2021年 - 、超!A&G+※・エフエムとよた） - 第10代アシスタント

### インターネット番組
- 紫月杏朱彩 心のまにまに（2021年 - 、ニコニコチャンネル）
- 梅澤めぐ・紫月杏朱彩のラジオ花咲きカルタ（2022年 - 、ニコニコチャンネル）[13]

### 映像商品
- 「THE IDOLM@STER SHINY COLORS 3rdLIVE TOUR PIECE ON PLANET / TOKYO / FUKUOKA」Blu-ray（2022年）[14]  [15]
- 「THE IDOLM@STER SHINY COLORS 4thLIVE 空は澄み、今を越えて。」Blu-ray（2022年）[16]
- バンダイナムコエンターテインメントフェスティバル 2nd 2days LIVE Blu-ray（2023年）[17]
- THE IDOLM@STER M@STERS OF IDOL WORLD!!!!! 2023 Blu-ray PERFECT BOX!!!!!（2023年）[18]
- 「THE IDOLM@STER SHINY COLORS 5thLIVE If I_wings.」Blu-ray（2023年）[19]
- 283PRODUCTION SOLO PERFORMANCE LIVE「我儘なまま」Blu-ray（2024年）[20]
- THE IDOLM@STER SHINY COLORS 5.5th Anniversary LIVE「星が見上げた空」Blu-ray（2024年）[21]
- 「異次元フェス アイドルマスター★♥ラブライブ！歌合戦」Blu-ray（2024年）[22]

### 朗読劇
- 朗読劇「放課後に星はみえるか」（2025年、太刀川陽愛[23][24]）
- 『アイディール・セミナー/Final session』(2025年6月4日-8日、こくみん共済 coop ホール/スペース・ゼロ）-東條朱音 役[25]

## ディスコグラフィ

### キャラクターソング
| 発売日   | 商品名                                                                           | 歌                                                 | 楽曲 | 備考                                                                     |
| 2021年   | 2021年                                                                           | 2021年                                             | 2021年 | 2021年                                                                   |
| -------- | -------------------------------------------------------------------------------- | -------------------------------------------------- | --- | ------------------------------------------------------------------------ |
| 4月14日  | THE IDOLM@STER SHINY COLORS L@YERED WING 01                                      | シャイニーカラーズ                                 | 「Resonance⁺」 「Color Days」 | ゲーム『アイドルマスター シャイニーカラーズ』関連曲                      |
| 11月10日 | THE IDOLM@STER SHINY COLORS L@YERED WING 08                                      | シーズ                                             | 「OH MY GOD」 「Fly and Fly」 「Resonance⁺」 | ゲーム『アイドルマスター シャイニーカラーズ』関連曲                      |
| 2022年   |                                                                                  |                                                    | |                                                                          |
| 2月14日  | THE IDOLM@STER SHINY COLORS SOLO COLLECTION -L@YERED WING part 1-                | 七草にちか（紫月杏朱彩）                           | 「OH MY GOD」 | ゲーム『アイドルマスター シャイニーカラーズ』関連曲                      |
| 2月14日  | THE IDOLM@STER SHINY COLORS SOLO COLLECTION -L@YERED WING part 2-                | 七草にちか（紫月杏朱彩）                           | 「Fly and Fly」 | ゲーム『アイドルマスター シャイニーカラーズ』関連曲                      |
| 4月13日  | THE IDOLM@STER SHINY COLORS PANOR@MA WING 01                                     | シャイニーカラーズ                                 | 「虹の行方」 「Daybreak Age」 | ゲーム『アイドルマスター シャイニーカラーズ』関連曲                      |
| 4月23日  | THE IDOLM@STER SHINY COLORS Synthe-Side 03                                       | イルミネーションスターズ、アルストロメリア、シーズ | 「Secret utopIA」 | ゲーム『アイドルマスター シャイニーカラーズ』関連曲                      |
| 4月23日  | THE IDOLM@STER SHINY COLORS Synthe-Side 03                                       | 七草にちか（紫月杏朱彩）                           | 「Secret utopIA」 | ゲーム『アイドルマスター シャイニーカラーズ』関連曲                      |
| 8月13日  | THE IDOLM@STER SHINY COLORS B☆Health                                             | シャイニーカラーズ                                 | 「283体操」 「シャイニーエクササイズ」 | ゲーム『アイドルマスター シャイニーカラーズ』関連曲                      |
| 11月16日 | THE IDOLM@STER SHINY COLORS PANOR@MA WING 08                                     | シーズ                                             | 「Fashionable」 「Bouncy Girl」 「虹の行方」 | ゲーム『アイドルマスター シャイニーカラーズ』関連曲                      |
| 2023年   |                                                                                  |                                                    | |                                                                          |
| 1月18日  | THE IDOLM@STER SHINY COLORS WING COLLECTION -A side-                             | シャイニーカラーズ                                 | 「Spread the Wings!! -25 colors-」 「Ambitious Eve -25 colors-」 「シャイノグラフィ -25 colors-」 「Resonance⁺ -25 colors-」 「SNOW FLAKES MEMORIES -25 colors-」 「FUTURITY SMILE -25 colors-」 | ゲーム『アイドルマスター シャイニーカラーズ』関連曲                      |
| 2月8日   | THE IDOLM@STER SHINY COLORS WING COLLECTION -B side-                             | シャイニーカラーズ                                 | 「Multicolored Sky -25 colors-」 「いつか Shiny Days -25 colors-」 「Dye the sky. -25 colors-」 「Color Days -25 colors-」 「Let's get a chance -25 colors-」 「SWEET♡STEP -25 colors-」         | ゲーム『アイドルマスター シャイニーカラーズ』関連曲                      |
| 2月11日  | THE IDOLM@STER SHINY COLORS SOLO COLLECTION -M@STERS OF IDOL WORLD!!!!! 2023-    | 七草にちか（紫月杏朱彩）                           | 「Let’s get a chance」 | ゲーム『アイドルマスター シャイニーカラーズ』関連曲                      |
| 3月18日  | THE IDOLM@STER SHINY COLORS SOLO COLLECTION -5thLIVE If I_wings. part1-          | 七草にちか（紫月杏朱彩）                           | 「Fashionable」 | ゲーム『アイドルマスター シャイニーカラーズ』関連曲                      |
| 3月18日  | THE IDOLM@STER SHINY COLORS SOLO COLLECTION -5thLIVE If I_wings. part2-          | 七草にちか（紫月杏朱彩）                           | 「Bouncy Girl」 | ゲーム『アイドルマスター シャイニーカラーズ』関連曲                      |
| 7月26日  | THE IDOLM@STER SHINY COLORS Shiny Stories                                        | シャイニーカラーズ                                 | 「Shiny Stories」 | ゲーム『アイドルマスター シャイニーカラーズ』関連曲                      |
| 7月26日  | THE IDOLM@STER SHINY COLORS Shiny Stories                                        | 七草にちか（紫月杏朱彩）                           | 「Shiny Stories」 | ゲーム『アイドルマスター シャイニーカラーズ』関連曲                      |
| 7月26日  | THE IDOLM@STER SHINY COLORS COLORFUL FE@THERS -SHHis-                            | 七草にちか（紫月杏朱彩）                           | 「フェアリー・ガール」 | ゲーム『アイドルマスター シャイニーカラーズ』関連曲                      |
| 10月11日 | THE IDOLM@STER SHINY COLORS “CANVAS” 07                                          | シーズ                                             | 「Forbidden Paradise」 「SWEETEST BITE」 「White Story」 | ゲーム『アイドルマスター シャイニーカラーズ』関連曲                      |
| 10月18日 | THE IDOLM@STER SHINY COLORS Song for Prism 星の声                                | シャイニーカラーズ                                 | 「星の声」 | ゲーム『アイドルマスター シャイニーカラーズ Song for Prism』テーマソング |
| 2024年   |                                                                                  |                                                    | |                                                                          |
| 1月      | 日清炎メシ×シャニマス コラボCDセット 特典CD                                      | HOMURA-GIRLS                                       | 「ホムラインビテーション」 | 日清食品「炎メシ」イメージソング                                         |
| 3月2日   | THE IDOLM@STER SHINY COLORS SOLO COLLECTION -6thLIVE TOUR Come and Unite! part1- | 七草にちか（紫月杏朱彩）                           | 「Forbidden Paradise」 | ゲーム『アイドルマスター シャイニーカラーズ』関連曲                      |
| 3月2日   | THE IDOLM@STER SHINY COLORS SOLO COLLECTION -6thLIVE TOUR Come and Unite! part2- | 七草にちか（紫月杏朱彩）                           | 「SWEETEST BITE」 | ゲーム『アイドルマスター シャイニーカラーズ』関連曲                      |
| 3月2日   | THE IDOLM@STER SHINY COLORS SOLO COLLECTION -6thLIVE TOUR Come and Unite! part3- | 七草にちか（紫月杏朱彩）                           | 「White Story」 | ゲーム『アイドルマスター シャイニーカラーズ』関連曲                      |
| 5月22日  | THE IDOLM@STER SHINY COLORS Song for Prism Happier / 枕木の歌                    | シーズ                                             | 「Happier」 | ゲーム『アイドルマスター シャイニーカラーズ Song for Prism』関連曲       |
| 7月27日  | THE IDOLM@STER SHINY COLORS LIVE FUN!! -Beyond the Blue sky part2-               | 七草にちか（紫月杏朱彩）                           | 「SNOW FLAKES MEMORIES」 | ゲーム『アイドルマスター シャイニーカラーズ』関連曲                      |
| 11月13日 | THE IDOLM@STER SHINY COLORS ECHOES 07                                            | シーズ                                             | 「Monochromatic」 「Snowflake」 「Migratory Echoes」 | ゲーム『アイドルマスター シャイニーカラーズ』関連曲                      |
| 2025年   |                                                                                  |                                                    | |                                                                          |
| 3月5日   | ウマ娘 プリティーダービー WINNING LIVE 24                                        | ウマ娘                                             | 「STARTING FORCE」 | ゲーム『ウマ娘 プリティーダービー』関連曲                                |
| 3月5日   | ウマ娘 プリティーダービー WINNING LIVE 24                                        | ウマ娘                                             | 「うまぴょい伝説」 | ゲーム『ウマ娘 プリティーダービー』関連曲                                |

### ユニットメンバー
1. ↑  櫻木真乃（関根瞳）、風野灯織（近藤玲奈）、八宮めぐる（峯田茉優）、月岡恋鐘（礒部花凜）、田中摩美々（菅沼千紗）、白瀬咲耶（八巻アンナ）、三峰結華（成海瑠奈）、幽谷霧子（結名美月）、小宮果穂（河野ひより）、園田智代子（白石晴香）、西城樹里（永井真里子）、杜野凛世（丸岡和佳奈）、有栖川夏葉（涼本あきほ）、大崎甘奈（黒木ほの香）、大崎甜花（前川涼子）、桑山千雪（芝崎典子）、芹沢あさひ（田中有紀）、黛冬優子（幸村恵理）、和泉愛依（北原沙弥香）、浅倉透（和久井優）、樋口円香（土屋李央）、福丸小糸（田嶌紗蘭）、市川雛菜（岡咲美保）、七草にちか（紫月杏朱彩）、緋田美琴（山根綺）
2. 1 2 3 4 5 6  七草にちか（紫月杏朱彩）、緋田美琴（山根綺）
3. 1 2 3  櫻木真乃（関根瞳）、風野灯織（近藤玲奈）、八宮めぐる（峯田茉優）、月岡恋鐘（礒部花凜）、田中摩美々（菅沼千紗）、白瀬咲耶（八巻アンナ）、三峰結華（希水しお）、幽谷霧子（結名美月）、小宮果穂（河野ひより）、園田智代子（白石晴香）、西城樹里（永井真里子）、杜野凛世（丸岡和佳奈）、有栖川夏葉（涼本あきほ）、大崎甘奈（黒木ほの香）、大崎甜花（前川涼子）、桑山千雪（芝崎典子）、芹沢あさひ（田中有紀）、黛冬優子（幸村恵理）、和泉愛依（北原沙弥香）、浅倉透（和久井優）、樋口円香（土屋李央）、福丸小糸（田嶌紗蘭）、市川雛菜（岡咲美保）、七草にちか（紫月杏朱彩）、緋田美琴（山根綺）
4. ↑  櫻木真乃（関根瞳）、風野灯織（近藤玲奈）、八宮めぐる（峯田茉優）
5. ↑  大崎甘奈（黒木ほの香）、大崎甜花（前川涼子）、桑山千雪（芝崎典子）
6. ↑  八宮めぐる（峯田茉優）、月岡恋鐘（礒部花凜）、西城樹里（永井真里子）、桑山千雪（芝崎典子）、芹沢あさひ（田中有紀）、福丸小糸（田嶌紗蘭）、七草にちか（紫月杏朱彩）
7. ↑  櫻木真乃（関根瞳）、七草にちか（紫月杏朱彩）、斑鳩ルカ（川口莉奈）
8. ↑  櫻木真乃（関根瞳）、風野灯織（近藤玲奈）、八宮めぐる（峯田茉優）、月岡恋鐘（礒部花凜）、田中摩美々（菅沼千紗）、白瀬咲耶（八巻アンナ）、三峰結華（希水しお）、幽谷霧子（結名美月）、小宮果穂（河野ひより）、園田智代子（白石晴香）、西城樹里（永井真里子）、杜野凛世（丸岡和佳奈）、有栖川夏葉（涼本あきほ）、大崎甘奈（黒木ほの香）、大崎甜花（前川涼子）、桑山千雪（芝崎典子）、芹沢あさひ（田中有紀）、黛冬優子（幸村恵理）、和泉愛依（北原沙弥香）、浅倉透（和久井優）、樋口円香（土屋李央）、福丸小糸（田嶌紗蘭）、市川雛菜（岡咲美保）、七草にちか（紫月杏朱彩）、緋田美琴（山根綺）、斑鳩ルカ（川口莉奈）、鈴木羽那（三川華月）、郁田はるき（小澤麗那）
9. ↑  芹沢あさひ（田中有紀）、黛冬優子（幸村恵理）、和泉愛依（北原沙弥香）、七草にちか（紫月杏朱彩）、緋田美琴（山根綺）
10. ↑  ゴールドシップ（上田瞳）、ナカヤマフェスタ（下地紫野）、デアリングタクト（羊宮妃那）、ラインクラフト（小島菜々恵）、デアリングハート（希水しお）、フサイチパンドラ（佳原萌枝）、オルフェーヴル（日笠陽子）、ドリームジャーニー（吉岡茉祐）、フェノーメノ（日比優理香）、ブラストワンピース（紫月杏朱彩）、アーモンドアイ（石原夏織）、ラッキーライラック（中島由貴）、グランアレグリア（夏目妃菜）、ラヴズオンリーユー（久保田未夢）、クロノジェネシス（真名瀬日和）、カレンブーケドール（小田杏樹）
11. ↑  ゴールドシップ（上田瞳）、ナカヤマフェスタ（下地紫野）、ミスターシービー（天海由梨奈）、デアリングタクト（羊宮妃那）、ラインクラフト（小島菜々恵）、デアリングハート（希水しお）、フサイチパンドラ（佳原萌枝）、オルフェーヴル（日笠陽子）、ドリームジャーニー（吉岡茉祐）、フェノーメノ（日比優理香）、ブラストワンピース（紫月杏朱彩）、アーモンドアイ（石原夏織）、ラッキーライラック（中島由貴）、グランアレグリア（夏目妃菜）、ラヴズオンリーユー（久保田未夢）、クロノジェネシス（真名瀬日和）、カレンブーケドール（小田杏樹）